# تشارلز فيرنر
تشارلز فيرنر (بالإنجليزية: Charles Werner)‏ هو صحفي ورسام كارتون أمريكي، ولد في 23 مارس 1909، وتوفي في 1 يوليو 1997.